# Jandó László Gábor
Jandó László Gábor (becenevén Bukta vagy Ödi, Pécs, 1963 – 2022. április 26.) magyar virágárus, őstermelő, a pécsi Kórház tér és Belváros ismert alakja.

## Élete

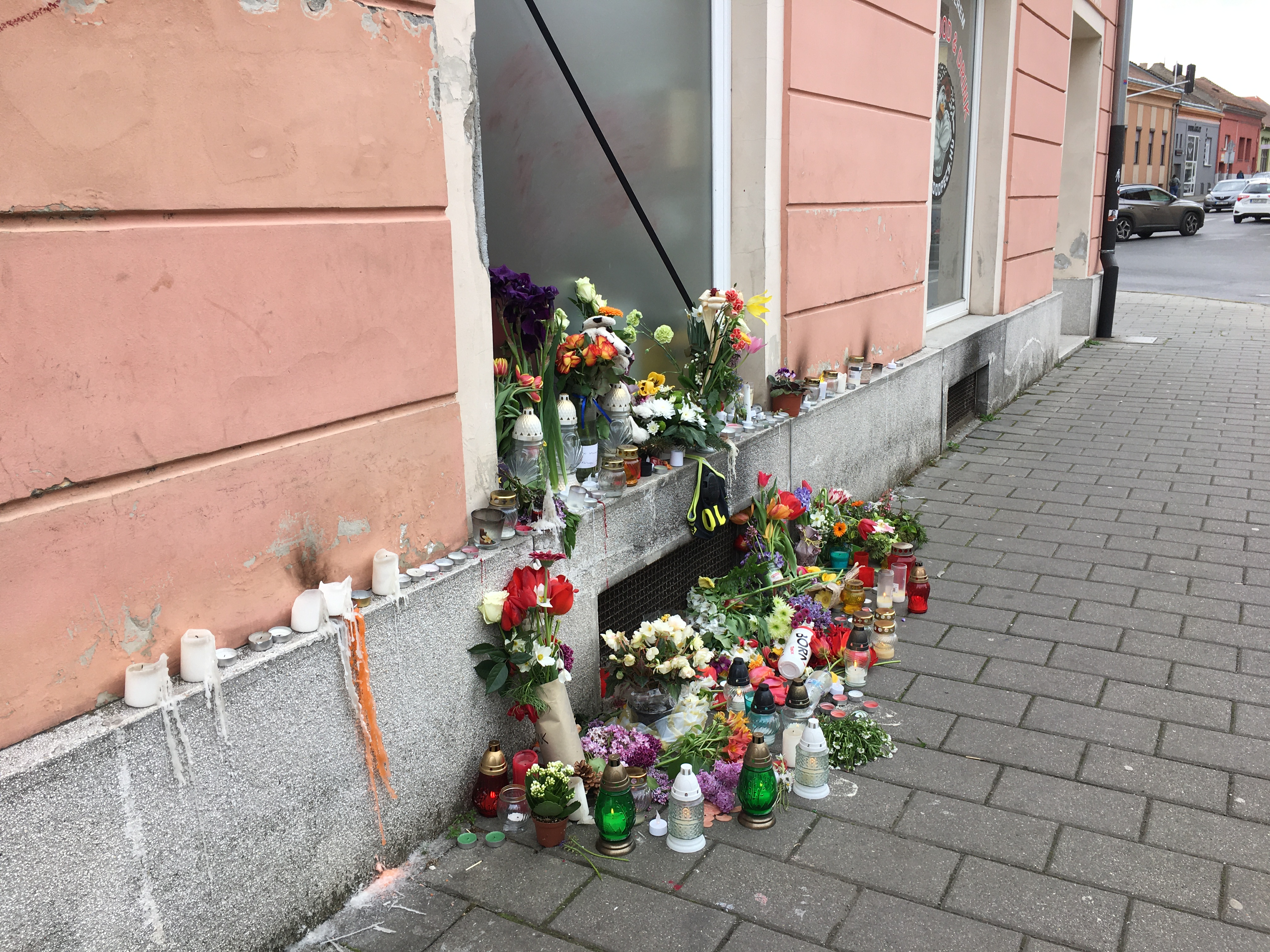
Virágok és mécsesek Jandó párkányánál és lábnyománál

Édesanyja a pécsi MÁV kertészetben dolgozott, 2010-ben hunyt el, egy nővére volt. Vas- és fémszerkezet-lakatos, illetve optikusi és hegesztői végzettséggel rendelkezett, azonban egy lábában felrobbant ér miatt később már nem tudott a szakmában elhelyezkedni. Sokáig a Baranya Megyei Építő vállalatnál (BÉV) dolgozott, míg a vállalat csődbe nem ment. Édesanyjával előbb a pécsi vásárcsarnokban és a Búza téren, aztán a Kórház tér–Ferencesek utca sarkán 1986. február elsejétől haláláig – a Covid19 járvány alatt is – árult. Virágait újhegyi kertjében nevelte. Ismert helyén, párkánya előtt 2009-től Pinczehelyi András keze által lábnyomát viseli a kövezet.
Jandó nagy kosárlabda-rajongó volt, rendszeres nézője volt a PVSK csapatának, Bukta becenevét a női csapat játékosaitól kapta, míg a férfiak Ödinek hívták.